# 小行星7980
小行星7980（英語：7980 Senkevich）是一颗围绕太阳公转的小行星。1978年10月3日，尼古拉·切爾尼赫在克里米亚发现了此天体。
这颗小行星的绝对星等为358.8136317156234等。